# Liste des équipes continentales en 2009
Cet article liste les équipes continentales de cyclisme en 2009.

## Liste des équipes

### Équipes africaines
| Code UCI | Nom de l'équipe       | Pays           |
| -------- | --------------------- | -------------- |
| HOP      | House of Paint        | Afrique du Sud |
| KON      | Konica Minolta-Bizhub | Afrique du Sud |
| MTN      | MTN                   | Afrique du Sud |
| NEO      | Neotel                | Afrique du Sud |

### Équipes américaines
| Code UCI | Nom de l'équipe                                 | Pays       |
| -------- | ----------------------------------------------- | ---------- |
| TRP      | Planet Energy                                   | Canada     |
| BOY      | Boyacá es Para Vivirla                          | Colombie   |
| CEP      | Colombia es Pasión Coldeportes                  | Colombie   |
| AMO      | Amore & Vita-McDonald's                         | États-Unis |
| BPC      | Bissell                                         | États-Unis |
| COL      | Colavita-Sutter Home-Cooking Light              | États-Unis |
| DLP      | DLP Racing                                      | États-Unis |
| JBC      | Jelly Belly                                     | États-Unis |
| KBS      | Kelly Benefit Strategies                        | États-Unis |
| KPC      | Kenda-Spinergy                                  | États-Unis |
| LRO      | Land Rover-Orbea                                | États-Unis |
| TMK      | Mountain Khakis Ep-No                           | États-Unis |
| OCM      | OUCH-Maxxis                                     | États-Unis |
| RRC      | Rock Racing                                     | États-Unis |
| TLS      | Trek Livestrong                                 | États-Unis |
| TT1      | Type 1                                          | États-Unis |
| TUA      | Tecos de la Universidad Autónoma de Guadalajara | Mexique    |

### Équipes asiatiques
| Code UCI | Nom de l'équipe                  | Pays           |
| -------- | -------------------------------- | -------------- |
| MSS      | MAX Success Sports               | Chine          |
| TYD      | Qinghai Tianyoude                | Chine          |
| MPC      | Trek-Marco Polo                  | Chine          |
| SCT      | Seoul                            | Corée du Sud   |
| PSN      | Polygon Sweet Nice               | Indonésie      |
| IAU      | Azad University Iran             | Iran           |
| TPT      | Petrochemical Tabriz             | Iran           |
| AIS      | Aisan Racing                     | Japon          |
| BLZ      | Blitzen Utsunomiya Racing        | Japon          |
| BGT      | Bridgestone Anchor               | Japon          |
| EQA      | EQA-Meitan Hompo-Graphite Design | Japon          |
| MTR      | Matrix Powertag                  | Japon          |
| SMN      | Shimano Racing                   | Japon          |
| DOT      | Doha                             | Qatar          |
| L2A      | LeTua                            | Malaisie       |
| MCF      | MNCF                             | Malaisie       |
| GNT      | Giant Asia Racing                | Taipei chinois |

### Équipes européennes
| Code UCI | Nom de l'équipe                        | Pays        |
| -------- | -------------------------------------- | ----------- |
| TMH      | Heizomat Mapei                         | Allemagne   |
| TRS      | Kuota-Indeland                         | Allemagne   |
| LKT      | LKT Brandenburg                        | Allemagne   |
| CTM      | Milram Continental                     | Allemagne   |
| TSP      | Nutrixxion Sparkasse                   | Allemagne   |
| TSS      | Seven Stones                           | Allemagne   |
| TET      | Thüringer Energie                      | Allemagne   |
| ANG      | Andorra-Grandvalira                    | Andorre     |
| KTM      | KTM-Junkers                            | Autriche    |
| RAD      | RC Arbö Wels Gourmetfein               | Autriche    |
| TYR      | Tyrol-Land Tirol                       | Autriche    |
| BKP      | BKCP-Powerplus                         | Belgique    |
| JVB      | Jong Vlaanderen-Bauknecht              | Belgique    |
| JOS      | Josan Isorex Mercedes Benz Aalst       | Belgique    |
| PCW      | Lotto-Bodysol                          | Belgique    |
| PCO      | Palmans Cras                           | Belgique    |
| PCZ      | Profel Continental                     | Belgique    |
| REV      | Revor-Jartazi                          | Belgique    |
| SUN      | Sunweb Pro Job                         | Belgique    |
| FID      | Telenet-Fidea                          | Belgique    |
| WIL      | Verandas Willems                       | Belgique    |
| CCB      | Club Bourgas                           | Bulgarie    |
| LOB      | Loborika                               | Croatie     |
| BWC      | Blue Water-For Health                  | Danemark    |
| CPI      | Capinordic                             | Danemark    |
| VPC      | Concordia-Vesthimmerland               | Danemark    |
| TDK      | Designa Køkken                         | Danemark    |
| TEF      | Energi Fyn                             | Danemark    |
| GLU      | Glud & Marstrand Horsens               | Danemark    |
| TST      | Stenca Trading                         | Danemark    |
| VMC      | Burgos Monumental-Castilla y León      | Espagne     |
| ORB      | Orbea                                  | Espagne     |
| KCT      | Meridiana-Kalev Chocolate              | Estonie     |
| AUB      | Auber 93                               | France      |
| BCS      | Besson Chaussures-Sojasun              | France      |
| BSC      | Bretagne-Schuller                      | France      |
| RLM      | Roubaix Lille Métropole                | France      |
| TKT      | Heraklion-Nessebar                     | Grèce       |
| SPT      | SP. Tableware-Gatsoulis Bikes          | Grèce       |
| WOB      | Worldofbike.gr                         | Grèce       |
| BLM      | Betonexpressz 2000-Limonta             | Hongrie     |
| SKT      | An Post-Sean Kelly                     | Irlande     |
| CDC      | Centri della Calzatura                 | Italie      |
| CCD      | Differdange Continental                | Luxembourg  |
| TMB      | Joker Bianchi                          | Norvège     |
| SPV      | Sparebanken Vest-Ridley                | Norvège     |
| TTA      | Trek Adecco                            | Norvège     |
| CJP      | Jo Piels                               | Pays-Bas    |
| KST      | KrolStone Continental                  | Pays-Bas    |
| RB3      | Rabobank Continental                   | Pays-Bas    |
| VVE      | Van Vliet EBH Elshof                   | Pays-Bas    |
| CCC      | CCC Polsat Polkowice                   | Pologne     |
| DHL      | DHL-Author                             | Pologne     |
| LEG      | Legia-Felt                             | Pologne     |
| MRO      | Mróz Continental                       | Pologne     |
| UTE      | Utensilnord                            | Pologne     |
| BSP      | Barbot-Siper                           | Portugal    |
| CCL      | Centro Ciclismo de Loulé-Louletano     | Portugal    |
| FRM      | LA-Rota dos Móveis                     | Portugal    |
| LSE      | Liberty Seguros                        | Portugal    |
| MAD      | Madeinox Boavista                      | Portugal    |
| PRT      | Palmeiras Resort-Prio                  | Portugal    |
| ASP      | AC Sparta Praha                        | Tchéquie    |
| WIN      | CK Windoor's Příbram                   | Tchéquie    |
| TCT      | Tusnad                                 | Roumanie    |
| CTV      | Candi TV-Marshalls Pasta RT            | Royaume-Uni |
| CMO      | CarmioOro-A Style                      | Royaume-Uni |
| EDR      | Endura Racing                          | Royaume-Uni |
| HAF      | Halfords                               | Royaume-Uni |
| RCR      | Rapha Condor                           | Royaume-Uni |
| KTA      | Katyusha Continental                   | Russie      |
| KUB      | Kuban                                  | Russie      |
| MOW      | Moscow                                 | Russie      |
| MIE      | Miche-Silver Cross-Selle Italia        | Saint-Marin |
| DUK      | Dukla Trenčín Merida                   | Slovaquie   |
| ADR      | Adria Mobil                            | Slovénie    |
| MDR      | Motomat Delo Revije                    | Slovénie    |
| RAR      | Radenska KD Financial Point            | Slovénie    |
| SAK      | Sava                                   | Slovénie    |
| CSP      | Magnus Maximus Coffee.com              | Suède       |
| ARH      | Atlas Romer's Hausbäckerei             | Suisse      |
| HAD      | Nazionale Elettronica New Slot-Hadimec | Suisse      |
| ISE      | ISD-Sport-Donetsk                      | Ukraine     |

### Équipes océaniennes
| Code UCI | Nom de l'équipe    | Pays             |
| -------- | ------------------ | ---------------- |
| BFL      | Budget Forklifts   | Australie        |
| CDU      | Cinelli-Down Under | Australie        |
| DPC      | Drapac Porsche     | Australie        |
| VAU      | Fly V Australia    | Australie        |
| SAI      | Jayco-AIS          | Australie        |
| PRA      | Praties            | Australie        |
| RSR      | Ride Sport Racing  | Australie        |
| TRR      | Rush Racing        | Australie        |
| SLV      | Savings & Loans    | Australie        |
| SWA      | Subway-Avanti      | Nouvelle-Zélande |